# Cryptorhopalum poorei
Cryptorhopalum poorei is een keversoort uit de familie spektorren (Dermestidae). De wetenschappelijke naam van de soort werd in 1975 gepubliceerd door Beal.